# 吕旃蒙

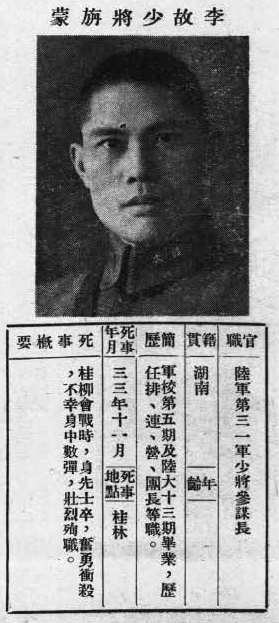
《抗戰軍人忠烈錄》（第一輯）中的呂旃蒙烈士遺像

吕旃蒙（1905年—1944年11月10日），又名大乙，号伯民，曾用名天民。於抗日戰爭中殉國前擔任國民革命軍第三十一軍少將參謀長。

## 早年经历
1905年4月24日，生于湖南省零陵县普利桥乡八井塘村（今属永州市冷水滩区）一殷实家庭。幼年曾入私塾，少时先后就读于零陵县属崇文国民小学和永州频州中学。1926年考入黄埔军校第五期。1927年毕业加入北伐军，在第六军历任排、连、营、团长及政治部主任、军校总队副等职。1935年入陆军大学第十三期及将官班乙级第三期学习。

## 抗战经历
1938年任中央军校第十六期第二总队上校总队附兼四川省学生集训区指挥。1939年调第六军第二预备师任上校参谋长兼补充团团长，参加昆仑关战役。后调第四战区长官部任高参，分管桂南靖西、龙州、钦州、防城阵地。1942年调第十六集团军第三十一军任参谋长，率部驻防南宁、龙州、玉林一带。
1944年8月，吕旃蒙随第三十一军奉命防守桂林。10月下旬，日军为了侵占整个华南、西南，威胁中华民国战时陪都重庆，日军九个师团十一万余众从湖南南部、广东西部、越南北部对广西的三面夹击，奉命率部参加桂柳会战。10月31日日军向桂林城发起进攻。11月4日，由于双方僵持不下日军开始使用毒气、燃烧弹和火焰喷射器，造成中方大量伤亡。11月9日，日军突破中方城防阵地，双方转入巷战。当晚吕旃蒙奉令率部撤出桂林，向西突围，在德智中学一带与日军发生激战。次日拂晓，吕旃蒙在战斗中阵亡殉国，葬于三将军及八百壮士墓。1945年4月7日吕被追晋为少将。

## 生后评价
战后吕被葬于七星岩霸王坪。1946年3月29日，广西省会各界召大会追悼并公祭阚维雍、吕旃蒙和陈济桓三位将军。1969年3月，国民政府据《抗战将士忠烈录》在台湾将吕旃蒙少将入祀国民革命忠烈祠。中华人民共和国民政部于1984年4月1日，追认吕旃蒙少将为革命烈士。1985年，湖南省人民政府追认其为革命烈士。